# Game Centar
GAME CENTAR, званично регистрован као GAME CENTAR DOO је српски малопродајни ланац, специјализован за продају видео игара, играчких конзола, рачунара, друштвених игара и додатне гејминг опреме. Основан је 2015. године као предузетничка радња, док је од 14. децембра 2021. године регистрован као друштво са ограниченом одговорношћу.
Компанија послује кроз физичке продавнице у Београду и Новом Саду, као и путем онлајн продавнице.

## Историјат
Компанија је основана је 15. јуна 2015. године као предузетничка радња под називом „GAME CENTAR PR IGOR MIJATOVIĆ“, док је од 14. децембра 2021. године регистрована као друштво са ограниченом одговорношћу под називом „GAME CENTAR DOO“, задржавајући континуитет пословања.
Прва продавница у Новом Саду отворена је 2015. године, а 2017. године је премештена у улицу Данила Киша 14.
Од 2020. године, GAME CENTAR је отворио продавнице на Врачару, Новом Београду и у центру Београда.
Године 2024. отворeна је продавницу на Теразијама 24 у Београду, где је организован догађај на којем су учествовале Јутјуб личности као што су Новке, Шмигићка, Дуле ПЦ Екс (PC Axe) и Џошуа Френклин, уз демонстрације ретро конзола, као и PlayStation 5.
GAME CENTAR је у партнерству са играоницом Гоод Гаме био ко-домаћин PlayerUnknown's Battlegrounds (PUBG) турнира у Новом Саду. Компанија је такође учествовала у кампањама за игре и хардвер, укључујући АSUS промоцију везану за Monster Hunter Wilds и лансирање акционо-авантуристичке игре Split Fiction од студија Hazelight Studios.
Током пандемије КОВИД-19, GAME CENTAR је објавио листу најпродаванијих Xbox One игара у Србији и забележио повећање продаје у складу са светским трендовима у игрицама. 2020. године уврштен је међу српске продавце који званично нуде Assassin's Creed Valhalla. Исте године, новосадска продавница је привукла пажњу на друштвеним мрежама због дељења слика PlayStation 5 након његовог откривања.
GAME CENTAR је наведен као један од званичних продаваца за рану куповину (pre-purchase) игре World of Warcraft: Battle for Azeroth и појављује се на званичној PlayStation веб страници као дистрибутер лиценцираних наслова као што је Ratchet & Clank: Rift Apart. Компанија се ангажовала са играчком заједницом кроз еспорт турнире, сесије играња уживо и догађаје фокусиране на заједницу.
У мају 2025. компанија као излагач учествује на фестивалу Thrillerfest у Београду.
Према подацима из 2024. године, компанија је остварила приход од 4,4 милиона евра и запошљавала 31 особу. У 2025. години, поседовала је кредитни рејтинг A+.

## Операције
GAME CENTAR има четири физичка малопродајна објекта широм Београда и Новог Сада и управља платформом за е-трговину која опслужује Србију.
Компанија такође нуди мобилну апликацију за иОС и Андроид уређаје.
Њена понуда производа укључује видео игре (физичке и дигиталне), конзоле за игре (PlayStation, Xbox, Nintendo Switch), рачунаре, лаптопове и додатке брендова, укључујући АSUS, Logitech и Razеr.
Компанија је овлашћени увозник бренда Nintendo за Србију и један од овлашћених партнера компаније PlayStation.